# It's So Hard to Tell Who's Going to Love You the Best
It's So Hard to Tell Who's Going to Love You the Best är den amerikanska folkbluessångaren Karen Daltons debutalbum. Albumet utgavs 1969 av Capitol Records. Återutgåvor av albumet släpptes 1997 av Koch Entertainment, 1999 av Megaphone och 2009 av Light in the Attic Records.
På konvolutet till albumets 1997-utgåva skriver Peter Stampfel från The Holy Modal Rounders om Karen Dalton:
| ” | She was the only folk singer I ever met with an authentic 'folk' background. She came to the folk music scene under her own steam, as opposed to being 'discovered' and introduced to it by people already involved in it." | „ |

2009 års utgåva av It's So Hard to Tell Who's Going to Love You the Best är en analog vinylskiva.

## Låtlista
Sida 1
1. "Little Bit of Rain" (Fred Neil) – 2:30
2. "Sweet Substitute" (Jelly Roll Morton) – 2:40
3. "Ribbon Bow" (Trad., Karen Dalton) – 2:55
4. "I Love You More Than Words Can Say" (Eddie Floyd, Booker T. Jones) – 3:30
5. "In the Evening (It's So Hard to Tell Who's Going to Love You the Best)" (Leroy Carr) – 4:29

Sida 2
1. "Blues on the Ceiling" (Neil) – 3:30
2. "It Hurts Me Too" (Mel London) – 3:05
3. "How Did the Feeling Feel to You" (Tim Hardin) – 2:52
4. "Right, Wrong or Ready" (Major Wiley) – 2:58
5. "Down on the Street (Don't You Follow Me Down)" (Leadbelly) – 2:17

## Medverkande
- Karen Dalton – sång, 12-strängad gitarr, banjo

Bidragande musiker
- Harvey Brooks – elgitarr, basgitarr
- Gary Chester – percussion
- Daniel Hankin – akustisk gitarr
- Kim King – elgitarr